# Michael Fortier
Pour les articles homonymes, voir Fortier.
Michael Fortier, né le 10 janvier 1962 à Québec, est un homme politique canadien. Il a été ministre du Commerce international du Canada au sein du gouvernement conservateur. Il était également ministre responsable de la grande région de Montréal.  Auparavant, il a été ministre des Travaux publics et des Services gouvernementaux du 6 février 2006 jusqu’au 24 juin 2008. Il est sénateur du 27 février 2006 au 7 septembre 2008.

## Biographie
Candidat à la direction du parti progressiste-conservateur en 1998, il arrive dernier avec 4 % des voix. Fortier est par la suite candidat progressiste-conservateur dans la circonscription montréalaise de Laval-Ouest à l'élection fédérale canadienne de 2000, terminant quatrième. En 2003, il est co-président national de la campagne au leadership de Scott Brisson à la direction du Parti progressiste-Conservateur.  En 2004, il est codirecteur de la campagne au leadership du nouveau Parti conservateur du Canada de Stephen Harper. 
Michael Fortier est nommé ministre le 6 février 2006, le jour où le gouvernement Harper fut assermenté. Homme d'affaires et avocat de Montréal, il n'a pas été élu député au moment de sa nomination, et n'était pas non plus sénateur. Sa nomination en tant que ministre de la région de Montréal au cabinet était donc inhabituelle. Harper a annoncé que Fortier sera nommé au Sénat du Canada, mais qu'il devra démissionner et être candidat lors des prochaines élections générales pour tenter de se faire élire à la Chambre des communes.
Les partis de l'opposition ont fait des pressions pour qu'il se présente lors de l'élection partielle du 27 novembre 2006 dans Repentigny, tenue à la suite de la mort de Benoît Sauvageau, mais Fortier a répété sa promesse de se présenter aux élections générales et pas avant. Le 21 novembre 2006, Fortier annonce son intention d'être candidat à la Chambre des communes dans la circonscription de Vaudreuil-Soulanges lors de la prochaine élection générale. 
Il est défait par la candidate bloquiste Meili Faille le 14 octobre 2008.
Michael Fortier est le jeune frère de Margaret F. Delisle, qui fut ministre à Québec.
Il est en faveur de l'abolition du Sénat.
En 2022, sa conjointe est Michelle Setlakwe.

## Apparitions publiques

### "Outgames" mondiaux
Lors de la cérémonie d'ouverture des 1er Outgames mondiaux au Stade olympique de Montréal le 29 juillet 2006, Fortier, qui représentait le gouvernement du Canada, a été longuement hué par la foule, mécontente des positions du Parti Conservateur sur les droits des homosexuels, en particulier l'annonce d'une motion pour rouvrir le débat sur les mariages de couples de même sexe au Canada et la Loi sur le mariage civil adoptée par le gouvernement précédent, en 2005.

### Élections fédérales 2008
Le 21 septembre 2008, Michael Fortier, dans le cadre de l'élection fédérale canadienne de 2008, s'est installé devant le siège social du Bloc québécois, à Montréal, avec une pancarte où l'on pouvait lire, entre autres, que Bloc a coûté 350 millions de dollars aux contribuables depuis sa formation, sans aucun bénéfice en retour.

## Philanthropie
Fortier a présidé la Fondation du Centre hospitalier universitaire Sainte-Justine de Montréal, de 2013 à 2018. Il y a fait un don d'un million de dollars lors de son départ.